# ویتولو (بازیکن فوتبال، زاده ۱۹۸۳)
ویتولو (انگلیسی: Vitolo؛ زادهٔ ۹ سپتامبر ۱۹۸۳) بازیکن فوتبال اهل اسپانیا است.
از باشگاه‌هایی که در آن بازی کرده‌است می‌توان به سلتاویگو، پاناتینایکوس، راسینگ سانتاندر، پائوک، آریس سالونیک، الازیغ‌اسپور و تنریف اشاره کرد.
وی همچنین در تیم ملی فوتبال زیر ۲۱ سال اسپانیا بازی کرده‌است.